# 669
669 је била проста година.

## Догађаји
- Арапске снаге које су заузеле Халкидон, на азијској обали Босфора, прете византијској престоници Цариграду. Муслимани-Арапи су десетковани глађу и болешћу. Језид, арапски командант, повлачи се на острво Кизик (савремена Турска).
- Краљ Егберхт од Кента губи власт над Саријем од краља Вулфхера од Мерсије. Егберхт затим даје стару Саксонску тврђаву у Рекулверу (југоисточна Енглеска) свештенику по имену Баса, како би основао манастир посвећен Светој Марији.
- 14. новембар — Каматари, јапански државник и реформатор, добија презиме Фуџивара од цара Тенџија као награду за своје услуге, али умире у префектури Јамато.